# 劉元凱 (田徑運動員)
劉元凱（1981年12月2日—），男，臺灣田徑運動員，曾在中華民國94年全國運動會田徑100公尺預賽，以10.35秒（W：+2.0）打破全國紀錄，成為臺灣100公尺紀錄保持者。隔年更在全國大專校院運動會公開男生組田徑100公尺半決賽，以10.29秒（W：+0.9）刷新全國紀錄，此全國紀錄保持6年，直到被易緯鎮打破。

## 統計
| 成績                    | 風速（m/s） | 日期           | 地點                         |
| ----------------------- | ----------- | -------------- | ---------------------------- |
| 10.29秒                 | +0.9        | 2006年4月9日   | 中華民國（臺灣）雲林縣斗六市 |
| 10.34秒                 | -0.6        | 2007年10月22日 | 中華民國（臺灣）臺南市南區   |
| 10.35秒                 | +2.0        | 2005年10月16日 | 中華民國（臺灣）雲林縣斗南鎮 |
| 10.39秒                 | +1.0        | 2006年5月20日  | 中華民國（臺灣）臺南縣新營市 |
| 10.41秒                 | +0.5        | 2006年4月9日   | 中華民國（臺灣）雲林縣斗六市 |
| 10.44秒                 | +0.6        | 2006年7月2日   | 中國香港                     |
| 10.46秒                 |             | 2002年11月7日  | 中華民國（臺灣）雲林縣       |
| 10.46秒                 | -1.6        | 2006年7月2日   | 中國香港                     |
| 10.46秒                 | +2.0        | 2008年4月29日  | 日本廣島縣廣島市安佐南區     |
| 10.47秒                 |             | 2010年10月30日 | 马来西亚吉隆坡               |
| 平均約10.406660402408秒 |             |                |                              |

## 外部連結
- 劉元凱在国际奥林匹克委员会的资料
- 劉元凱在的頁面